# Закордонний українець
Закордонний українець — особа, яка є громадянином іншої держави або особою без громадянства, що має українське етнічне походження або є походженням з України. (Закон України від 04.03.2004 № 1582-IV «Про правовий статус закордонних українців»).
Посвідчення закордонного українця — документ, який видається іноземцю чи особі без громадянства у разі прийняття Національною комісією з питань закордонних українців рішення про надання їм статусу закордонного українця.

## Походження
Відповідно до Закону України «Про правовий статус закордонних українців» закордонний українець — це особа, яка є громадянином іншої держави або особою без громадянства, а також має українське етнічне походження або є походженням з України.
Відповідно до статті 3 Закону України «Про закордонних українців», іноземці та особи без громадянства, які мають українське етнічне походження або походження з України, досягли 14-ти річного віку та не є громадянами України мають право отримати статус закордонного українця та посвідчення закордонного українця.
Українське етнічне походження: належність особи або її предків до української нації та визнання нею України батьківщиною свого етнічного походження.
Українське етнічне походження або походження з України громадяни України підтверджують відповідними документами або свідоцтвами, свідченнями громадян України, закордонних українців або відповідними організаціями закордонних українців.
Порядок оформлення і видачі посвідчення закордонного українця затверджено постановою Кабінету Міністрів України від 17.11.04 року № 1531.
Закордонний українець, який перебуває в Україні на законних підставах, користується такими самими правами і свободами, а також несе такі самі обов'язки, як громадянин України, за винятками, встановленими Конституцією, законами України чи міжнародними договорами, згода на обов'язковість яких надана Верховною Радою України. Особа, яка набула статусу закордонного українця, має право працювати на підприємствах, в установах і організаціях або провадити іншу трудову діяльність на підставах і в порядку, встановлених для громадян України.
Закордонним українцям щороку встановлюються квоти прийому до вищих навчальних закладів України в межах обсягів державного замовлення.
Особи, які набули статусу закордонного українця, мають право на набуття громадянства України в порядку, встановленому Законом України «Про громадянство України».

## Національна комісія з питань закордонних українців
Національна комісія з питань закордонних українців при Кабінеті Міністрів України (далі Комісія) утворена відповідно до ст. 2 Закону України «Про закордонних українців». Її діяльність регулюється цим Законом, постановою Кабінету Міністрів України № 1024 від 10.08.2004 р., постановою Уряду № 1531 від 17.11.2004 р.
Склад Комісії формується за посадовим принципом. Наразі Комісію очолює заступник Міністра — керівник апарату Пристайко Вадим Володимирович. До її складу, окрім представників МЗС України, входять представники Адміністрації Президента України, Секретаріату Кабінету Міністрів України, Міністерств освіти і науки, фінансів, культури, молоді, спорту та з питань європейської інтеграції, соціальної політики, юстиції, Державної міграційної та прикордонної служб України, Державного комітету телебачення і радіомовлення України, Національної академії наук України, Української всесвітньої координаційної ради, Товариства зв'язків з українцями за межами України «Україна-світ» І. Ф. Драч, голова Секретаріату згаданого товариства А. Є. Кендзера, академік НАН України М. Г. Жулинський, а також народні депутати України (за згодою).
Засідання Комісії проводяться, як правило, один раз на квартал, у приміщенні МЗС України. Станом на кінець червня 2015 року статус закордонного українця надано 8515 особам з 72 країни світу.
Клопотання про отримання статусу закордонного українця надходять на розгляд Національної комісії через посольства і консульські установи України за кордоном або безпосередньо до МЗС та його представництв в Україні.
Порядок денний засідання Комісії передбачає розгляд звернень закордонних українців щодо набуття статусу закордонного українця і ухвалення відповідних рішень.
За результатами прийнятого Комісією рішення, закордонним українцям видається посвідчення встановленого зразка.
Підсумкове у 2016 році ХХХІІ засідання Національної комісії з питань закордонних українців відбулося 9 грудня у приміщенні МЗС.
У рамках засіданнь Національної комісії також обговорюються питання удосконалення функціонування Національної комісії, зокрема змін до чинного законодавства з метою оптимізації процедури опрацювання заяв на отримання статусу закордонного українця та налагодження ефективної взаємодії між заінтересованими центральними органами виконавчої влади України.

## Українська діаспора
Число осіб українського походження, які проживають за межами України, за приблизними підрахунками становить від 12-ти до 20-ти мільйонів.
Найбільше закордонних українців проживає в Російській Федерації (за офіційною статистикою — 1,93 млн осіб, які ідентифікують себе як етнічні українці, згідно з неофіційною статистикою — понад 10 млн осіб); в Канаді (1 209 085 осіб українського походження); в США (згідно з даними офіційної статистики — 892992 особи, за неофіційною — реальне число представників українського етносу в США понад 1,5 млн осіб).
Серед країн проживання найбільших українських громад зарубіжжя — Бразилія (500 тисяч), Казахстан (333 тисячі), Молдова (477 тисяч), Аргентина (250—300 тисяч), Білорусь (159 тисяч), Німеччина (123,3 тисячі), Узбекистан (близько 87 тисяч).
Чисельні українські громади проживають також у Румунії (згідно з результатами останнього перепису населення (2011 р.) на території Румунії проживають 51,7 тис. етнічних українців), Латвії (45,69 тисяч), Польщі (49 тисяч), Великій Британії (за неофіційною статистикою близько 30 тисяч), Азербайджані (за офіційними даними 29 тисяч, за неофіційними — не більше 15 тисяч), Естонії (22 тисячі), Франції (близько 30 тисяч), Киргизстані (22,9 тисячі), Туркменістані (за офіційними даними близько 23 тисяч, за неофіційними — не більше 14 тисяч), Чехії (понад 22 тисячі), Литві (22 тисячі), Сербії і Чорногорії (понад 20 тисяч), Австралії (38,8 тисячі), Австрії (близько 12 тисяч), Словаччині (7,43 тисячі), Парагваї (10-12 тисяч), Грузії (7 тисяч), Угорщині (понад 8 тисяч), Боснії і Герцеговині (близько 5 тисяч), Хорватії (4 тисячі), Таджикистані (понад 3 тисячі), Болгарії (1,8 тисячі), Вірменії (1,6 тисячі), Чилі (близько 1 тисячі).
Велика кількість українських громадян — представників української тимчасової трудової міграції зосереджена в Іспанії (86 тисяч), Португалії (близько 42 тисяч), Греції (понад 32 тисячі).
Порівняно з іншими світовими діаспорами, українські громади мають найбільшу кількість різних громадських об'єднань (за приблизними підрахунками — близько 3 тисяч). Найбільше їх у Канаді — майже тисяча осередків: політичних, культурно-освітніх, професійних (об'єднання лікарів, учителів, інженерів, адвокатів), жіночих, молодіжних тощо.
Авторитетною міжнародною українською організацією є Світовий Конгрес Українців (СКУ), який об'єднує близько 300 громадських організацій закордонних українців з понад 30 країн світу.
Міжнародними об'єднаннями є також Європейський конгрес українців (представляє інтереси українських громад у 23 країнах, здебільшого у Центральній та Східній Європі), Світова федерація українських жіночих організацій, а також Світова федерація українських лемківських об'єднань.
У низці держав Східної і, частково, Центральної Європи, а також у країнах Балтії політико-правовий статус української громади закріплено законодавчо — вона визнається національною меншиною. Це забезпечує державну підтримку зусиль місцевих українських громад щодо збереження своєї національної самобутності, здобуття освіти й інформації рідною мовою тощо.
Питання задоволення національно-культурних потреб українців за кордоном є предметом двосторонніх міждержавних переговорів на всіх рівнях. З року в рік збільшується число двосторонніх угод, які передбачають реалізацію культурно-освітніх та інших запитів української діаспори. Створюються двосторонні змішані міжурядові комісії з питань забезпечення прав національних меншин.